# القحز (ذي السفال)

تعديل مصدري - تعديل

القحز محلة تابعة لقرية المجادرة، التابعة لعزلة السيف بمديرية ذي السفال إحدى مديريات محافظة إب في الجمهورية اليمنية، بلغ تعداد سكانها 44 حسب تعداد اليمن لعام 2004.